# Hoya quinquenervia
Hoya quinquenervia är en oleanderväxtart som beskrevs av Otto Warburg. Hoya quinquenervia ingår i släktet Hoya och familjen oleanderväxter. Inga underarter finns listade i Catalogue of Life.